# Joël Suhubiette
Joël Suhubiette est un chef de chœur français né en 1962 à Orthez. Il dirige le chœur de chambre « Les Éléments » qu'il a fondé à Toulouse, avec lequel il a reçu une Victoire de la musique classique en 2006, ainsi que l'Ensemble Jacques Moderne à Tours.

## Biographie
Né en 1962, Joël Suhubiette pratique très tôt le piano. Il entreprend ensuite des études musicales qu’il mène au conservatoire national de région de Toulouse. Il y intègre très vite le département de musique ancienne où il étudie le chant avec John Elwes et Guillemette Laurens. À l’université de Toulouse Le Mirail il étudie la musicologie et la direction de chœur avec Alix Bourbon dont il intègre l’ensemble vocal qui lui permet notamment, tout jeune, de chanter sous la direction de Michel Corboz, Jean-Claude Malgoire, Gustav Leonhardt…
Il débute ensuite sa carrière professionnelle en tant que chanteur avec Les Arts florissants de William Christie. En 1986 sa rencontre avec Philippe Herreweghe joue un rôle déterminant : pendant douze années, il chante au sein de ses ensembles  – La Chapelle royale et le Collegium Vocale de Gand - avec lesquels il participe à plus de trente enregistrements et découvre toute la diversité du répertoire vocal auquel se consacre le chef belge avec ses deux prestigieux chœurs. Rapidement, Philippe Herreweghe fait de lui son assistant et il se voit confier la préparation du chœur pour les productions et enregistrements pendant une dizaine d'années.
En 1993, Joël Suhubiette prend la direction de l’Ensemble Jacques Moderne, dont le fondateur Jean-Pierre Ouvrard a disparu prématurément à la fin de l’année 1992. C’est le début d’une nouvelle aventure musicale qui le plonge dans l’univers de la polyphonie a cappella de la Renaissance française, anglaise et espagnole auquel il consacre notamment quelques enregistrements (Regnard, Mouton, Guerrero, Morales). Très vite, il élargit le répertoire de l’Ensemble aux compositeurs des XVIIe et XVIIIe siècles en accordant une place prépondérante aux œuvres du premier baroque allemand, (Schein, Schütz, Buxtehude, Keiser). Un peu plus tard, il interprète avec l’Ensemble les Motets, Passions, Messe en si mineur et messes brèves de Jean-Sébastien Bach, les anthems de Purcell et de Haendel, les opéras de Purcell (Didon et Enée, King Arthur), le répertoire baroque français.
Dès 1997 avec le chœur de chambre Les Éléments qu'il dirige à Toulouse, il dirige le répertoire a cappella du XIXe et XXe siècle, l’oratorio baroque (Jean-Sébastien Bach, Haendel…) classique (Mozart, Haydn…) et commande un grand nombre d’œuvres à des compositeurs d’aujourd’hui (Patrick Burgan, Ivan Fedele, Philippe Hersant, Pierre Jodlowski, Alexandros Markeas, Zad Moultaka, Vincent Paulet, Ton That Tiet, Caroline Marçot, Alexandros Markeas, Antonio Chagas Rosa, Ivan Solano, Gavin Bryars,Thomas Fitkin, Joan Magrané Figuera, Claire Mélanie Sinnhuber …). Il interprète également Stravinsky, Poulenc, Britten, Dallapiccola, Berio, Mantovani, Dusapin… Grâce à sa pratique assidue du répertoire a cappella, le chœur de chambre Les Éléments s’inscrit alors parmi les formations chorales les plus importantes de France, et avec lui, Joël Suhubiette se produit en Europe, aux USA, au Canada, en Tunisie, au Liban, en Egypte... L’ensemble est l’invité de nombreux chefs d’orchestre (Michel Plasson, Christophe Rousset, Philippe Herreweghe, Christophe Coin, John Nelson, Emmanuel Krivine, Lawrence Foster, Marc Minkowski, Jerémie Rhorer…).  En 2005, l’ensemble est lauréat du prix Liliane Bettencourt pour le Chant choral décerné par l’Académie des Beaux Arts, et en 2006, il est consacré « Ensemble de l’année » aux Victoires de la musique classique.
Joël Suhubiette est invité régulièrement pour des master classes, notamment dans la classe de direction de chœur du Conservatoire national supérieur de musique et de danse de Lyon. Il est directeur artistique du Centre national d'art vocal-Occitanie depuis 2020.
Depuis 2006, est directeur artistique du festival « Musiques des Lumières » de l'Abbaye-école de Sorèze.

## Discographie
Avec le chœur de chambre Les Éléments :
- Iberia. Polyphonies espagnoles et portugaises d'hier et d'aujourd'hui (Mirare)
- Pierre Jodlowski. l'Aire du dire-Remix. Album vinyle. (Eole Records)
- L'Âme slave. Dvorak, Tchaïkovsky, Rachmaninov, Stravinsky, Bartok, Ligeti. (L’Empreinte Digitale)
- Pierre Jodlowski. L'Aire du Dire, DVD (Eole Records)
- Méditerranée sacrée, polyphonies anciennes et modernes en latin, arabe, araméen et grec ancien (L’Empreinte Digitale)
- Zad Moultaka, Visions (L’Empreinte Digitale)
- Vincent Paulet, De Profundis & Suspiros (Hortus)
- Philippe Hersant, Œuvres pour chœur (Virgin Classics)
- Shakespeare Songs. Ralph Vaughan Williams, Frank Martin, Benjamin Britten, William Mathias (Hortus)
- Ton That Tiet, Les Sourires de Bouddha (Hortus)
- Ave Verum : Œuvres chorales de Gabriel Fauré, Francis Poulenc, Maurice Duruflé, Jehan Alain (Naïve)
- Camille Saint-Saëns, Motets (Hortus)
- Maurice Duruflé, Requiem (Hortus)
- Alfred Desenclos, Messe de Requiem & Motets (Hortus)

Avec l’Ensemble Jacques Moderne :
- François Regnard, Motets, Calliope
- Marco da Gagliano, Motets, Calliope
- Clément Janequin, La Bataille de Marignan, Calliope
- Giovanni Bassano, Motets, Calliope
- Eustache Du Caurroy, Requiem, Calliope
- Cristobal de Morales, Francisco Guerrero, De Beata Virgine, Ligia
- Giacomo Carissimi, Jephté, Jonas, Ligia
- Jean Mouton, Motets, Ligia
- Dietrich Buxtehude, Jesu, meine Freude, Ligia
- Domenico Scarlatti, Stabat Mater - Messe de Madrid, Ligia
- Reinhard Keiser, Passion Selon Saint-Marc, Mirare
- Au Long de la Loire. Portrait musical du fleuve (Mirare)

## Décorations
- Officier de l'ordre des Arts et des Lettres Il est promu au grade d’officier le 16 janvier 2014[3]. Chevalier de 2007[1]